# Rainer Müller (Orgelbauer)
Rainer Müller (* 1961 in Traben-Trarbach) ist ein deutscher Orgelbaumeister. Er ist Gründer und Leiter einer Orgelbauwerkstatt in Merxheim (Rheinland-Pfalz).

## Leben und Werk
Rainer Müller erlernte den Orgelbau bei Claudius Winterhalter in Oberharmersbach und arbeitete anschließend bei Hugo Mayer Orgelbau in Heusweiler und Georges Heintz in Schiltach. Die Wanderjahre führten ihn als Gesellen zu Gustav Cartellieri in Wittlich, zu Winterhalter und zu Johannes Klais Orgelbau in Bonn. 1992 legte er die Meisterprüfung in Ludwigsburg ab. Im März 1993 erfolgte die Firmengründung in Merxheim.
Die Orgelbauwerkstatt ist den klassischen Prinzipien des Orgelbaus verpflichtet, ohne sich auf eine bestimmte Stilperiode festzulegen. Einen Schwerpunkt bildet die Restaurierung und Rekonstruktion historischer Instrumente. Die Werkstatt ist durch konsequente Restaurierung von Orgeln der Orgelbauerfamilie Stumm hervorgetreten, hat aber auch zwei Werke des Orgelbauers Johann Christoph Kohlhaaß aus den 1760er Jahren und etliche Orgeln des 19. und 20. Jahrhunderts restauriert.
Orgelneubauten werden mit mechanischen Schleifladen in traditioneller Handwerkstechnik ausgeführt. Sie haben verspundete Kanzellen mit herausnehmbaren Ventilen. Die Spieltraktur wird aus heimischen Hölzern und Messing gefertigt, die Registermechanik aus eichenen Schwertern und Drehbäumen mit eisernen Achsen in Holzlagern. Rainer Müller konzentriert sich neben der Betriebsleitung und Planung der Projekte auf den Bereich der Intonation. Er ist geprüfter Restaurator im Orgel- und Harmoniumbau und beschäftigt sechs Mitarbeiter (Stand 2023).

## Werkliste (Auswahl)
In der fünften Spalte bezeichnet die römische Zahl die Anzahl der Manuale, ein großes „P“ ein selbstständiges Pedal. Die arabische Zahl gibt die Anzahl der klingenden Register an. Die letzte Spalte bietet Angaben zum Erhaltungszustand und zu Besonderheiten sowie Links mit weiterführender Information.
| Jahr      | Ort                | Kirche                  | Bild | Manuale | Register | Bemerkungen |
| --------- | ------------------ | ----------------------- | ---- | ------- | -------- | --- |
| 1998      | Ludweiler          | Hugenottenkirche        |      | II/P    | 22       | Neubau unter Einbeziehung der erhaltenen Teile der Stumm-Orgel (1857) |
| 1996–1999 | Grumbach           | Ev. Kirche              |      | I/P     | 10       | Restaurierung der Stumm-Orgel (1863) |
| 2000      | Herrstein          | Schlosskirche           |      | I/P     | 15       | Restaurierung und Rekonstruktion der Stumm-Orgel (1772); |
| 2001      | Dill (Gemeinde)    | Ev. Kirche              |      | I/P     | 7        | Neues Gehäuse für die Orgel von Oberlinger (1960er) und Umsetzung |
| 2001      | Idar-Oberstein     | Felsenkirche            |      | II/P    | 21       | Neubau im erhaltenen Gehäuse von Johann Nikolaus und Joh. Philipp Stumm (1756) |
| 2002      | Rheinböllen        | Ev. Kirche              |      | II/P    | 22       | Neubau im Gehäuse von Walcker (1919) |
| 2002      | Kell am See        | St. Bartholomäus        |      | II/P    | 20       | Restaurierung der Orgel von Orgelbau Friedrich Weigle (1912) |
| 2002–2003 | Baumholder         | Ev. Kirche              |      | I/P     | 11       | Umsetzung der Stumm-Orgel (1834) aus Schweinschied und Restaurierung nach dem Originalentwurf, Neubau des Prospektes im Stummschen Stil mit Zusatzeinbau einer Kalkanten-Anlage (für unterschiedlichen Winddruck) |
| 2003–2005 | Bad Sobernheim     | St. Matthias            |      | II/P    | 25       | Restaurierung und Rekonstruktion der Stumm-Orgel (1739–1740); 20 Register von Stumm ganz oder teilweise erhalten                                                                                                  |
| 2005–2006 | Steeg              | Ev. St. Anna-Kirche     |      | II/P    | 23       | Restaurierung und Rekonstruktion der Stumm-Orgel (1802) im originalen „Cornett-Ton“ |
| 2006      | Morbach            | Erlöserkirche           |      | I       | 8        | Neubau einer transportablen Interimsorgel mit geteilten Registern |
| 2006–2007 | Trier              | Welschnonnenkirche      |      | I/p     | 11       | Restaurierung und Rekonstruktion der Stumm-Orgel (1757) |
| 2007–2009 | Simmern/Hunsrück   | Stephanskirche          |      | II/P    | 27       | Restaurierung und Rekonstruktion der Orgel von Johann Philipp und Johann Heinrich Stumm (1776–1782); weitgehend erhalten                                                                                          |
| 2008–2009 | Rhaunen            | St. Martin              |      | II/P    | 13       | Restaurierung der Stumm-Orgel (1893) |
| 2008–2010 | Trarbach           | Ev. Kirche              |      | II/P    | 22       | Restaurierung der Stumm-Orgel (1748–1750) |
| 2011      | Wörrstadt          | Laurentiuskirche        |      | II/P    | 30       | Reinigung und Nachintonation der Stumm-Orgel (1759); großer Teil von Stumm erhalten |
| 2011–2012 | Großwinternheim    | St. Johannes Evangelist |      | II/P    | 26       | Restaurierung und Erweiterung der Orgel von Johann Christoph Kohlhaaß (1769, I/P/16) |
| 2012      | Schloss Diersfordt | Schlosskirche           |      | I/P     | 13       | Neubau im klassizistischen Stil im Gehäuse von Willi Peter (1957) mit Ornamenten der Vorgängerorgel |
| 2013      | Achtelsbach        | Ev. Kirche              |      | I/P     | 12       | Neubau im süddeutsch-barocken Stil |
| 2013–2014 | Gau-Bickelheim     | St. Martin              |      | II/P    | 19       | Restaurierung der Orgel von Bernhard Dreymann (1852) |
| 2014      | Nieder-Roden       | St. Matthias            |      | II/P    | 19       | Restaurierung der Orgel von Martin Joseph Schlimbach (1901) |
| 2014–2015 | Ober-Saulheim      | Ev. Kirche              |      | I/P     | 14       | Restaurierung der Orgel von Johann Christoph Kohlhaaß (1765) |
| 2015–2016 | Offenheim          | Ev. Kirche              |      | I/P     | 13       | Restaurierung der Orgel von Friedrich Carl Stumm (1806) |
| 2017–2019 | Strinz-Margarethä  | Ev. Kirche              |      | I/P     | 13       | Restaurierung der Orgel von Johann Jakob Dahm (um 1710) |
| 2019–2020 | Wolfersweiler      | Ev. Kirche              |      | I/P     | 14       | Restaurierung und Rekonstruktion der Stumm-Orgel (1834) |
| 2020–2022 | Trittenheim        | St. Clemens             |      | II/P    | 24       | Restaurierung der Orgel von Franz Heinrich und Carl Stumm (1840); in den 1960er unspielbar, Pfeifenwerk und Mechanik ausgelagert                                                                                  |